# Zalucicea, Borșciv
Zalucicea (în ucraineană Залуччя) este un sat în comuna Nîvra din raionul Borșciv, regiunea Ternopil, Ucraina.

## Demografie
Componența lingvistică a localității Zalucicea
     Ucraineană (100%)
Conform recensământului din 2001, toată populația localității Zalucicea era vorbitoare de ucraineană (100%).